# 匡國軍節度使
匡國軍節度使，簡稱匡國節度使、同州節度使，為唐朝、五代關中地方的藩鎮節度使之一。

## 沿革
唐肅宗上元二年（761年）在同州、華州置關東節度，治華州（今陝西华县）。唐代宗廣德元年（763年）改為同華節度，治同州。唐德宗興元元年（784年）分同州置奉誠節度，華州置潼關節度。后廢入京畿直轄。
唐昭宗乾寧二年（895年）升同州置匡國軍節度，治同州（今陝西大荔縣）。隨後，節度使王行約叛亂並遁逃，王行約死後，继任的苏文建又很快被调任，匡國軍節度使懸缺，由同州防禦使掌職。
乾寧四年（897年）四月，以同州防禦使李繼瑭升補匡國軍節度使。
天祐三年（906年）閏十二月，罷廢鎮國軍興德府為華州，併入匡國軍節度。 
後梁太祖開平二年（908年）五月，將同州匡國軍改名為忠武軍，許州忠武軍改為匡國軍，領許州、陳州、汝州。至後唐滅梁時恢復。
後周世宗顯德五年（958年）正月，廢匡國軍。
宋太祖即位後，為避諱改名定國軍節度使。

## 歷任節度使
唐：
关东节度
- 駱元光

同华节度
- 李懷讓
- 高庭玉 （约765年）[5]
- 周智光（765年—767年）

奉诚节度
- 康日知
- 馬燧

同州防御使
- 杜确（798年—799年）
- 裴佶（804年）
- 颜防（808年—809年）
- 崔颋（809年—811年）
- 裴堪（811年—812年）
- 裴向（812年—815年）
- 张正甫（820年—821年）
- 元稹（822年—823年）
- 高重（830年）
- 刘禹锡（835年—836年）
- 卢载（838年）
- 王龟（872年）
- 朱温（882年）（黄巢所任）
- 李茂庄（888年—889年）

匡國节度
- 王行約（890年—895年）
- 王珂（895年）（未任）
- 苏文建（895年）
- 李繼瑭（897年）
- 韓建（897年—901年）（遥领）
- 司馬鄴（897年—901年）
- 李继昭（901年）（未任）
- 趙珝（901年—903年）
- 刘知俊（904年—907年）

後梁（匡國，許州）：
- 馮行襲（907年—910年）
- 李珽（910年）
- 韓建（910年—912年）
- 韩勍（912年）
- 朱友璋（913年—914年）
- 王檀（914年—916年）
- 罗周敬（916年—918年）
- 谢彦章（918年）
- 朱珪（918年—919年）
- 王彥章（919年—921年）
- 溫昭圖（921年—923年）

後梁（忠武，同州）：
- 刘知俊（907年—909年）
- 刘鄩（909年）
- 牛存节（909年—913年）
- 程全晖（917年—918年）
- 朱令德（918年—920年）
- 朱友谦（920年）

後唐：
- 朱令德（919年—925年）
- 李存敬（925年—926年）
- 王思同（926年）
- 卢质（926年—927年）
- 罗周敬（928年—930年）
- 趙在禮（930年—933年）
- 安重霸（933年—934年）
- 冯道（934年—935年）

後晉：
- 楊漢賓（935年—936年）
- 宋彥筠（939年—941年）
- 李怀忠（941年—943年）
- 李承福（943年—944年）
- 馮道（944年—946年）

後漢：
- 劉繼勳（946年—947年）
- 張彥威（張彥成）（947年—950年）
- 薛懷讓（950年—953年）

後周：
- 张铎（953年—954年）
- 藥元福（954年）
- 孙方谏（954年）
- 王晖（954年—956年）
- 趙匡胤（956年—957年）
- 白延遇（957年—958年）

宋：
- 张美（960年—967年）
- 白重赞（967年—969年）
- 冯继业（969年—977年）